# Rosemont (Illinois)
Rosemont – wieś w Stanach Zjednoczonych, w hrabstwie Cook, w stanie Illinois.  

## Historia
Założono ją w 1956, w tym samym roku urząd burmistrza objął Donald E. Stephens, który sprawował przez 51 lat.

## Demografia
- Powierzchnia: 4,5 km²
- Ludność: 3766 (2023)[1]